# Нелюди
Не́люди (англ. Inhumans) — вымышленная раса, появляющаяся в комиксах издательства Marvel Comics. Была создана Стэном Ли и Джеком Кирби и впервые появилась в Fantastic Four № 45 (декабрь 1965).

## История публикаций
Нелюди впервые появились в комиксе про Фантастическую четвёрку Fantastic Four # 45 (декабрь 1965 года), но их представители Медуза и Горгон появились и в предыдущих выпусках этой серии (в № 36 и № 44, соответственно).
Позже нелюди приобрели собственные серии комиксов. Первый том о нелюдях The Inhumans выходил с октября 1975 по август 1977 года и имел 12 выпусков. Второй том Inhumans шёл с ноября 1998 года по октябрь 1999 года и имел также 12 выпусков, 4 выпуска третьего тома вышли в 2000 году. В четвёртом томе, выходившем в 2003—2004 годах и состоящем из 12 выпусков, сюжет сосредоточен в основном на новых персонажах в обществе нелюдей.
Так же нелюди участвовали в комиксах, посвящённых таким глобальным событиям, как Секретное вторжение и Война Королей.
В 2014—2015 годах выходила серия Inhuman.

## Вымышленная история
В начале войны рас Крии и Скруллов миллионы лет назад по земному времени раса Крии создала станцию на планете Уран, пытаясь получить стратегическое преимущество над империей Скруллов. Через свои работы на этой станции они обнаружили, что разумная жизнь на планете Земля имела генетический потенциал, вложенный в них расой Небожителей. Крии начали эксперимент над примитивными Homo sapiens, их целью было исследовать возможные способы обойти свой эволюционный застой и создать расу сильных солдат-мутантов для использования против Скруллов. Однако, несмотря на то, что опыты в создании человечества с экстраординарными способностями были успешны, Крии отказались от своего эксперимента, поскольку генетические пророчества говорили, что эксперименты в конечном итоге приведут к аномалии, которая может уничтожить Верховный Разум Крии.
Их испытуемые, нелюди, пошли на формирование своего общества, которое процветало в изоляции от остального человечества и разрабатывало передовые технологии. Эксперименты с мутагенным туманом Терригеном дали им различные способности, но вызвали генетические повреждения и деформации. Это привело к долгосрочной селекционной программе очищения, чтобы попытаться смягчить последствия этих мутаций.
Общество Аттилана, города нелюдей, и его культура основываются на конформистской системе убеждений, разрешающей индивидуальность, поскольку это относится к генетическому развитию их физических и умственных способностей, но требует жёсткого соответствия в том, что каждый член общества назначается на место в этом обществе в соответствии с теми возможностями, которые получил после воздействия тумана Терригена. После назначения, ни один из нелюдей, независимо от того, насколько велика или мала его сила, не может изменить своё место в этой жёсткой кастовой системе. Культура нелюдей также строго запрещает смешанные браки между нелюдьми и другими расами. Несмотря на это, член Королевской Семьи нелюдей, Кристалл проигнорировала этот запрет и вышла замуж за мутанта Ртуть.
Нелюдьми управляет их король, Чёрный Гром вместе с Королевской семьёй, состоящей из Медузы, Карнака, Горгона, Тритона, Кристалл, Максимуса и собаки Локджо. Кристалл и Медуза были членами Фантастической четвёрки; Кристалл также была членом Мстителей.
Чёрный Гром руководил нелюдьми в наиболее неспокойные для расы времена, в которые случились несколько попыток Максимуса узурпировать трон, восстания рабочего класса с их последующей эмансипацией, нападения ренегатов, похищение Медузы, разрушение и восстановление Аттилана, и открытие для человечества существования нелюдей.
Серьёзный кризис произошёл, когда Чёрный Гром и Медуза зачали ребёнка. Медуза родила ребёнка в нарушение требований Генетического Совета, который считал, что родословная Чёрного Грома была слишком опасной для того, чтобы продолжать её дальше. Совет, тем не менее, взял ребёнка для изучения и запретил родителям контактировать с ним. Чёрный Гром разрывался между своей любовью к семье и его обязанностью уважать Генетический Совет. Когда он узнал, что Совет использует его сына в заговоре против него, он повернулся против Совета. При этом он также отказался от короны и какое-то время жил с семьёй вдали от Аттилана, но вернулся в случае необходимости.
Некогда секретный факт существования расы нелюдей стал известен широкой общественности, так как нелюди часто взаимодействовали со многими из супергероев Земли, в том числе с Фантастической четвёркой, Мстителями и Людьми Икс, помогая им против таких угроз, как Доктор Дум, Галактус, Альтрон, Магнето и Апокалипсис.
Их город Аттилан часто перемещался с места на место и, начиная с 2005 года, находится под содержащим кислород куполом на тёмной стороне Луны.

### Сын М и Тихая война
В событиях «Son of M» Ртуть украл кристаллы Терригена, чтобы попытаться вернуть свои сверхспособности и вылечить мутантов, лишившихся силы после Дня М. Воровство привело к конфликту на Геноше между повторно получившими силы мутантами (чьи возвращённые силы оказались слишком сильными для их собственного хорошего порождения их возможной сдачи), нелюдьми и американским правительственным агентством O.N.E. Конфликт закончился тем, что O.N.E. конфисковало кристаллы Терригена, что побудило Чёрного Грома устно объявить войну Соединённым Штатам.
Нелюди под командованием Горгона начинают атаку на Нью-Йорк, однако терпят поражение, и Горгон попадает в плен. Чёрный Гром посылает других нелюдей им на помощь, и им удаётся вернуть Кристаллы Терригена. Однако брат Чёрного Грома Максимус вновь захватывает трон Аттилана.

### Секретное вторжение
Впоследствии оказалось, что Чёрный Гром был похищен и заменён представителем инопланетной расы Скруллов, способных превращаться в других. Самозванец раскрыл себя во время собрания Иллюминатов и был убит Нэмором. Внезапное отчуждение между королём нелюдей и Медузой, очевидное во время Тихой войны, и более позднее поражение Чёрного Грома от рук Халка во время его Мировой войны косвенно показывают, что Чёрный Гром уже тогда был заменён Скруллом.
После того, как стало известно, что Чёрный Гром был подменён, Скруллы напали на Аттилан, а Чёрный Гром был показан в плену у пришельцев, намеревающихся использовать его голос в качестве оружия массового поражения. Королевская семья нелюдей, захватив корабль Скруллов с помощью расы Крии, своих создателей и давних врагов Скруллов, сумела освободить Чёрного Грома и вернулась в Аттилан.

### Война королей
Решив больше не подвергаться насилию со стороны других рас, нелюди приняли решительные меры для обеспечения их выживания как расы. С этой целью они активизируют ряд длинных машин под Аттиланом, превращая город в гигантский корабль, работающий от голоса Чёрного Грома. Покинув Луну, нелюди входят в гиперпространство и отслеживают остатки Армады Скруллов, полностью уничтожив её. Когда Аттилан входит в пространство Ши'ар, они привлекают внимание трёх кораблей Ши’ар, которые приказывают им отступать, иначе они откроют огонь. В итоге корабли Ши’Ар также были уничтожены.
Аттилан достигает планеты Хала, разрушая защитный щит, который охранял ослабленную империю Крии, и приземляются на планету. Королевская семья сталкивается с Ронаном Обвинителем, который выступает в качестве короля. Он признаётся, что чувствовал, что он просто держал место правителя для истинного короля, Чёрного Грома.
Нелюди получают контроль над империей Крии с обещанием дать толчок застойной генетики Крии. В рамках договорённости Кристалл выходит замуж за Ронана. Во время свадьбы происходит вторжение Вулкана и Ши’ар, которые пытаются захватить контроль над Крии. После тяжёлых потерь с обеих сторон, Чёрный Гром и Вулкан, казалось, были убиты во время схватки. Так же уничтожается большая часть флота Ши’ар. Находясь без флота и правителя, Ши’ар капитулирует.

### Вселенские нелюди
Вернувшись на Землю, Фантастическая четвёрка сталкивается с межзвёздной группой нелюдей, сформированной из Центаврианцев, Ужасных Призраков, Кимеллианцев и Бадунов. Эти новые нелюди показывают, что Крии также экспериментировали и на других межзвёздных расах, кроме людей, и использовали другие методы, помимо Тумана Терригена. В результате Вселенские нелюди объединились и отправились на Землю в поисках Чёрного Грома, который по их мнению, возглавит их в возможном захвате Земли. Когда Чёрный Гром, выживший после Войны королей, вернулся, Вселенские нелюди прибывают на Луну, где раскрывается пророчество, вращающееся вокруг четырёх городов. Вместе они идут на Землю, чтобы победить четырёх Ридов из Межмерного Совета.
Между тем, воскресает Высший Разум Крии, который планирует начать атаку, чтобы уничтожить Землю и нелюдей в попытке предотвратить пророчество. Они сталкиваются с нелюдьми в погоне.

### Бесконечность
Во время событий Бесконечности Танос и его сила предлагают пощадить город Аттилан в обмен на дань: смерть всех нелюдей в возрасте от 16 и 22. Чёрный Гром узнает, что предложение является уловкой, чтобы скрыть тот факт, что Танос на самом деле желает смерти Тейна, наполовину нелюдя, которого он породил много лет назад. Максимус заставил Эльдрака перевезти оставшихся нелюдей в разные места, чтобы Танос их не нашёл. Поиски Тейна в конечном итоге показывают, что секретные племена нелюдей существовали на Земле в течение многих лет и спаривались с её населением, производя множество, казалось бы, нормальных людей, которые обладают дремлющими генами нелюдей. В ответ на угрозу Таноса Чёрный Гром и Максимус эвакуируют Аттилана, а затем уничтожают его как демонстрацию неповиновения. Разрушение города активирует Терригенивую Бомбу, создание Максимусом, которое распространяет Терригенивый туман по всему земному шару и активирует суперспособности среди многочисленных ничего не подозревающих людей, которые были потомками нелюдей.

### Смерть нелюдей
Крии начали кампанию убийств, чтобы заставить Чёрного Грома присоединиться к Империи Крии. Этот ультиматум приводит к гибели тысяч нелюдей со словами «Присоединяйся или умри», вырезанным на их телах, что вынудило Чёрного Грома собрать вместе четыре Королевы Универсальных племён нелюдей, чтобы ответить на эту угрозу. Однако встреча идёт далеко не так, как планировалось, так как нелюдь-палач по имени Вокс, Супер-Нелюдь, созданный Крии, начинает своё кровавое буйство по всему месту. Когда Чёрный Болт и его Королевская семья достигли места встречи, они обнаруживают тела Оолы Удонты, Алади Ко Эке, Ономи Белой Гривы и Богини Овои с теми же тремя словами, написанными их кровью на знамени, висящем на их трупах, и в конце концов поняли, что они попали в ловушку, поскольку один из мёртвых нелюдей был связан взрывчаткой. Хотя большая часть группы Чёрного Грома выбралась живыми благодаря Локджо, Тритону не повезло, и он был убит во взрыве. Затем Чёрный Гром отправил Локджо в Новый Арктилан (Аттилан на Арктике), чтобы забрать его брата Максимуса. Без их ведома Вокс и его люди уже прибыли на Новый Арктилан и начали убивать всех нелюдей, которых они встречают, старого или нового. Вооружённый всеми способностями бесчеловечности и отсутствием человечности, Вокс легко расправляет свою добычу своими способностями или своей энергетической косой. Даже Максимус не может победить Вокса, так как он быстро теряет руку даже для попытки. Довольно скоро прибыл Локджо и встал вместе с Максимусом, чтобы попытаться остановить Вокса самостоятельно, но дела шли не очень хорошо, и Вокс произвёл огромный взрыв, разрывая дыру в них обоих.
Когда Карнак отправляется в Крии, чтобы передать им сообщение от Чёрного Грома, Командир Крии объясняет, как они отправили Ронана Обвинителя в качестве лидера Крии после того, как Мистер Нож был разрушен Халой и начал строить новую жизнь. Когда его просят встать на колени, Карнак не делает. Вместо этого он делает всё возможное, чтобы отразить Вокс только потому, что Сверхчеловеческий способен покорить Карнака. Когда прибывает Чёрный Гром, он идёт по залам базы Крии, произнося каждое имя погибших нелюдей, делая песню о смерти. В конце концов это сводится к тому, что Карнак держат в качестве щита. Чёрный Гром подаёт знак Карнаку, чтобы Вокс взял его. Вокс, очевидно, принимает изменение, поскольку он телепортирует себя позади Чёрного Гром. На глазах у Карнака Вокс перерезает Грому горло.
Крии берёт пленника «Чёрный Гром» и восстанавливает урон, нанесённый его горлу, без использования успокоительных средств или анестезии, чтобы притупить боль, которая заставляет их думать, что великая сила Чёрного Грома ушла, когда он не кричал, и, следовательно, пророчество о Короле Полуночи больше не угроза для крии. Однако, будучи транспортированным, оказывается, что он всё ещё имеет свой голос, но его слабый. После убийства нескольких крии, Чёрный Гром достаёт огнестрельное оружие и находит Ронана Обвинителя живым. Тем не менее, он является пленником Вокса и экспериментировал вместе с солдатами крии, которые верны Ронану. Чёрный Гром узнаёт об этом, когда видит, что Ронан был превращён в киборга. По просьбе Ронана Чёрный Гром позволяет ему убивать пощады, шепча: «Ты прощён» в другом месте.
Королевская семья наконец вступает в битву с крии и прибывает как раз вовремя, чтобы спасти его от Вокса. Благодаря вмешательству Бета Рэя Билла, Королевская семья может одолеть и убить Вокса, но не раньше, чем он, очевидно, сможет убить Кристалл. Вскоре они с удивлением осознают, что Вокс на самом деле был замаскированным Максимусом, заключив, что Супер-Нелюдь — это не человек. Вместо этого, это программирование, и это также показало, что голосовая сила, которую, как все считают, испаряет его цели, на самом деле просто телепортирует их. Вместо этого, как это было видно после очевидной смерти Кристалл, её перевезли в неизвестные места, где учёные Крии экспериментируют с нелюдьми, которые якобы были убиты. В то время как Локджо не виден, Тритон, похоже, находится в каком-то стазисном резервуаре рядом с Надей, Стерилон и другими неназванными. Кристалл теперь обречена быть следующей.
Встречаясь с Королевской семьёй и Бета Рэем Биллом, Чёрный Гром рассказывает Карнаку о Воксе как о программе, которая транспортировала его «жертв» на Крии. С крии, планируя превратить любых плененных нелюдей в Вокс, Карнак заявляет, что не все из них будут спасены. Поскольку у Чёрного Грома остался ещё один крик, Карнак велит ему засчитать. Используя свой язык жестов, Чёрный Болт обращается к другим о том, как он допустил ошибки в прошлом, и приносит им извинения. После минутного молчания Чёрный Гром приказывает Горгоне обернуться. Корабль нелюдей поражает базу Крии. Затем Вокс нажимает кнопку, чтобы высвободить контролируемых Вокс нелюдей. Когда Горгон и Бета Рэй Билл вступают в бой с солдатами Крии, Чёрный Гром, Медуза и Локджо прибывают в лабораторию, где они находят контролируемых Воксом нелюдей, таких как Кристалл и Локджо. Используя лазер, Чёрный Гром очищает Вокс-контролируемых Кристалл и Локджо только потому, что они были на его пути. Войдя в одну дверь, Чёрный Гром подписывает «Я люблю тебя. Прости», прежде чем прошептать им, чтобы они убежали. Пока Медуза и Карнак сражаются с Кристалл и Локджо, контролируемым Вокс, Чёрный Гром противостоит другим нелюдям, контролируемым Вокс, таким как Тритон. Зная правду о пророчестве, Чёрный Гром приносит гибель крии и развязывает свой крик над нелюдьми, контролируемыми Вокс, которые освобождают Кристалл и Локджо от контроля Вокс. Горгон и Бета Рэй Билл прибывают, заявляя, что Крии сбежали, и видят, что Кристалл и Локджо ещё живы. Чёрный Гром выходит из комнаты, когда Медуза приказывает Локджо забрать их с базы Крии. Когда Кристал спрашивает, куда они должны идти, Чёрный Гром использует свой язык жестов, чтобы сказать «дом». Локджо затем телепортирует их прочь. Бета Рэй Билл позже узнаёт, что несколько членов Королевской Семьи спаслась, а также известно, что на Земле есть оставшиеся активные нелюди.

## Силы и способности
Даже без использования тумана Терригена изменения, сделанные расой Крии, в сочетании с многовековой селекцией дали всем нелюдям определённые преимущества. Их средняя продолжительность жизни составляет 150 лет, и в хорошем физическом состоянии они обладают силой, реакцией, скоростью и выносливостью бо́льшими, чем у представителей человеческой расы. Воздействие Тумана Терригена может как активизировать, так и в некоторых случаях снизить эти физические возможности. Ввиду того, что большинство представителей расы живут в экологической чистой среде, их иммунитет слабее по сравнению с человеческим.

## Представители расы

### Королевская семья нелюдей
- Чёрный Гром (Блакагар Болтагон) — король нелюдей и муж Медузы. Он имеет разрушительный гиперзвуковой голос, который настолько громкий, что Чёрный Гром прошёл строгую психическую подготовку, чтобы не издавать звука, даже во сне. Вилообразная антенна на лбу Чёрного Грома позволяет контролировать использование своего голоса.
- Медуза (Медузалит Амаквелин Болтагон) — королева нелюдей, жена своего двоюродного брата Чёрного Грома, мать Ахуры и старшая сестра Кристалл. Она также была членом Фантастической четвёрки и Ужасающей четвёрки. Её способности заключаются в телекинетическом управлении цепкими и сильными волосами.
- Кристалл (Кристалия Амаквелин Максимофф) — сестра Медузы и бывшая жена мутанта Ртути. Она может манипулировать четырьмя стихиями: землёй, воздухом, огнём и водой.
- Максимус Болтагон (Максимус Безумный) — брат Чёрного Грома, пытающийся свергнуть его. Он имеет способность контролировать чужой разум.
- Горгон (Горгон Пендрагон) — кузен Медузы и Чёрного Грома. Его ноги, напоминающие копыта, могут создавать интенсивные ударные волны, равные по силе землетрясению.
- Карнак (Карнак Мандер-Азур) — кузен Чёрного Грома. Является священником и философом. Он решил не подвергать себя воздействию тумана Терригена, но у него есть способность чувствовать слабые места противника, и он хорошо владеет боевыми искусствами.
- Тритон (Тритон Мандер-Азур) — брат Карнака. Обладает рыбьей физиологией.
- Локджо — большой бульдог, обладающий способностью телепортации, который служит в качестве перевозчика для Королевской семьи.
- Ахура Болтагон — сын Чёрного Грома и Медузы. У него есть экстрасенсорные способности.
- Луна Максимофф — дочь Ртути и Кристалл. Родилась человеком, но позже мутировала после воздействия Тумана Терригена, вызванного её отцом.
- Непроизносимый — кузен Чёрного Грома. Он был королём нелюдей, пока остальные члены Королевской семьи не восстали против его властолюбивых способов управления. Чёрный Гром победил и изгнал его, объявив, что данные о нём будут удалены из учебников истории, и его имя никогда не будет произнесено снова. Туман Терриген дал ему способность изменять своё тело в любую форму, которую он пожелает.

### Королевская гвардия нелюдей
- Дину — молодой представитель нелюдей, который был изуродован во время воздействия Тумана Терригена и должен был носить маску на лице с отверстиями для глаз и застёжкой-молнией на месте рта. Он член Королевской гвардии нелюдей. Ходят слухи, что простой взгляд на его лицо может привести к смерти.
- Драйв — нелюдь со сверхчеловеческой скоростью.
- Наанис — древоподобный нелюдь, брат-близнец Тимбериуса.
- Нейфи — обладатель серой кожи и внешними признаками рептилии. Имеет сверхчеловеческую силу и ловкость, его кожа подобна броне.
- Тонайя — девушка-нелюдь с зелёной кожей и коричневыми крыльями, способна летать.
- Чайнэ — нелюдь-гидрокинетик с жабрами и заострёнными ушами

### Генетический совет
- Аркадиус — канцлер нелюдей, способен оживлять статуи.
- Авиа — женщина, обладающая птичьими крыльями.
- Картус — религиозный лидер и духовный наставник. Имеет два щупальца на голове.
- Китанг
- Поборка
- Сапфирас
- Синас
- Таргон
- Тернон
- Фургар

### Союзники Максимуса
Нелюди, являющиеся последователями Максимуса Безумного.
- Искатель — работал с Максимусом во время его правления в Аттилане. Убит в Inhumans: Untold Stories #6.
- Айрео — так же известен как Разрушитель Небес. Способен управлять воздухом.
- Леонус — обладает внешними признаками льва.
- Небуло — так же известен как Неуловимая Тень. Обладает невидимостью.
- Сталлиор — обладает внешностью кентавра.
- Тимбериус — обладает кожей, напоминающей кору. Способен управлять растениями.
- Фалкона — способна управлять хищными птицами.

### Багровый кадр
Багровый кадр — повстанцы нелюдей, возглавляемые генералом Атором.
- Генерал Атор — лидер Багрового кадра.
- Глабу — обладает суперсилой, его тело состоит из грязеподобного вещества.
- Илак Проворный — обладает повышенным проворством.
- Маргойла — обладает внешностью гаргульи.
- Пульссус — обладает электрическими способностями.
- Рутар — обладает кожей, похожей на древесную кору.

### Тёмные гонщики
Тёмные гонщики — нелюди, собранные Апокалипсисом.
- Бивень — обладает сверхчеловеческой силой и способностью создания миниатюрных генетических дубликатов.
- Вал — способен преобразовывать руки в органическое оружие, которое поглощает различные виды энергии и выпускает её в виде взрывов.
- Жёсткий диск — способен телепортироваться и управлять различным оборудованием. Позже стал киборгом.
- Летучий лис — способен видеть в темноте и использует в качестве оружия свои клыки и когти.
- Псинапс — кузина Медузы и Кристалл, телепат.
- Рукавица — обладает высокотехнологичным оружием, таким как огнемёт и ракеты.

### Новое поколение нелюдей
- Аларис — член Королевской гвардии нелюдей, обладает повышенной прочностью и пуленепробиваемой кожей. Был послан на Землю в рамках миссии по программе обмена студентами.
- Джолен — способен управлять растениями. Был послан на Землю.
- Нахрис — способна генерировать электричество.
- Сан — способен лепить предметы из органической глины.

### Вселенские нелюди
Вселенские нелюди — появились в результате экспериментов над некоторыми Центаврианцами, Ужасными призраками, Кимеллианцами и Бадунами.
- Алади Но Эке — королева Бадунского контингента универсальных нелюдей.
- Авоэ — нынешняя королева Ужасных призраков.
- Ономи Вайтмейн — нынешняя королева Кимеллианцев.
- Ула Удонта — нынешняя королева Центаврианцев.
- Аррис — центаврианец, который был советником королевы Улы Удонта. Он был убит альтернативным Мистером Фантастиком, называемым Профессор Р.
- Дал Дамок — нелюдь со способностью левитации. Он оставался в Аттилане, чтобы следить за ним, в то время как Королевская семья оставалась править в империи Крии. Кроме того, он стал провозвестником новой эпохи, когда Вселенские нелюди вернутся и объединятся.

#### Световая бригада
Световая бригада — специальная группа Вселенских нелюдей, спасших Человека-факела от Аннигилуса.
- Дара Ko Ик — представительница Бадунов, работает под псевдонимом Всезнающая.
- Элс Удонта — центаврианская лучница, работает под псевдонимом Метательница камней.
- Хууд — ужасный призрак со способностью изменять размеры тела, работает под псевдонимом Ползучая смерть.
- Кэл Блэкбэйн — кимеллианский фехтовальщик, работает под псевдонимом Полуночный клинок.
- Пракс Орд — центаврианец с металлической кожей, работает под псевдонимом Металлический титан.
- Вуурр — ужасный призрак со способностями летать и проецировать силовые поля, работает под псевдонимом Солнце.

### Другие нелюди
- Агон — отец Чёрного Грома и Максимуса Безумного, сын Саймака, муж Ринды. Он был избран главой Генетического совета нелюдей около 1870 года. Был убит, когда Чёрный Гром использовал свой голос, чтобы остановить корабль Крии, который врезался в лабораторию, в которой он работал.
- Ринда — мать Чёрного Грома и Максимуса Безумного, сестра Квелина, жена Агона.
- Квелин — отец Медузы и Кристалл, брат Ринды.
- Амбур — мать Медузы и Кристалл.
- Алекто — дочь Горгона, бывшая любовь Рейно, представителя Альфа Примитив. Бежала из Аттилана, чтобы иметь возможность остаться с Рейно, попросила убежище в Здании Бакстера.
- Минкси — крестьянка, спутница Медузы. Помогала ей во время рождения Ахуры. Горгон и Карнак были влюблены в неё.
- Рандак — бывший правитель нелюдей, основатель тумана Терригена. Убит.
- Ультрант — учёный, исследовавший Туман Терриген.
- Андвари — инженер, спроектировавший перемещение Аттилана со дна океана в Гималаи.
- Мендикус — посол, представляющий Аттилан в ООН.
- Элижиа — была членом дипломатической делегации в ООН.
- Фэдер — генетик нелюдей, который был изгнан и некоторое время жил с Девиантами. Отец Мальстрёма. Предположительно мёртв.
- Мальстрём — представитель нелюдей, способный манипулировать энергией, является сыном Фэдера и представительницы расы Девиантов. Аватар Обливиона и в настоящее время проживают в его царстве.
- Ранзак Отклонившийся — сын Мальстрёма и представительницы расы Девиантов. Некоторое время жил с Вечными. Текущее местоположение неизвестно.
- Девлор — был членом Фантастической силы. Способен превращаться в зверя с повышенной силой и ловкостью. Нынешнее местонахождение и состояние неизвестны.
- Девоз — способен телепортироваться через отражающие поверхности.
- Искатель II — брат-близнец оригинального Искателя.
- Оран — нелюдь с жёлтой кожей и большими ушами, обладательница параболического слуха.

### Гибриды нелюдей
- Дейзи Джонсон / Дрожь — дочь суперзлодея Мистера Хайда, агент «Щ.И.Т.», была участницей Секретных воинов и Мстителей, способна создавать вибрацию[22].
- Камала Хан — шестнадцатилетняя мусульманка пакистанского происхождения из Джерси-Сити. Поняв, что её способности дают ей возможность подражания своему кумиру Кэрол Дэнверс, Камала берёт прежнее имя своей героини и становится новой Мисс Марвел.
- Донни Гилл / Буран — враг Железного человека и бывший член Громовержцев. Изначально создавал холод с помощью технологий, после терригенеза получил способность управления электричеством
- Лунелла Лафайет / Лунная девочка — обладает высоким интеллектом, способна обменяться сознанием с Дьявольским динозавром.
- Тейн — Сын Таноса и неизвестного нелюдя. Имеет способность уничтожать противников по собственному усмотрению.
- Томас Реймонд / Торо — помощник оригинального Человека-факела, один из основателей Захватчиков
- Гаврел Ахтор / Старьёвщик из Бруклина
- Барбара МакДевитт / Беглый огонь
- Сильвия Прелл / Фулмина
- Инферно / Данте
- Гордон «Гордо» Нобили
- Рен Кимура
- Сара Гарза
- Элис Кеджерски
- Дорис
- Фиона
- Гельдхофф
- Хаечи

### Нелюди альтернативных реальностей

#### Нелюди с Земли-691
- Талон — член Стражей Галактики 31 века.
- Композит — был лидером порабощённых нелюдей, обладает силами Чёрного Грома, Медузы, Горгона и Тритона.
- Экземпляр — экспериментальный прототип, созданный Локи, «отчим» Композита, обладает силами Чёрного Грома, Медузы, Горгона и Тритона.
- Анемон — обладатель парализующих тентаклей.
- Эгрессор — нелюдь с псионической фильтрацией.
- Импринт — обладает смертельным прикосновением.
- Фобия — способная создавать пугающие иллюзии.
- Ступор — способен снижать двигательные функции противника.
- Червоточина — создаёт червоточины.

#### Кинематографическая вселенная Marvel

##### Нелюди, появившиеся в телесериалеАгенты «Щ.И.Т.»
- Дейзи Джонсон / Скай / Дрожь — агент «Щ.И.Т.», получившая способность создавать вибрации после того, как подверглась воздействию Тумана Терригена[23]. Попала под контроль Улья. Позже освобождена от контроля Лэшем. После смерти Линкольна Кэмпбелла и Улья покинула Щ.И.Т. и подалась в бега. В 4 сезоне вернулась в Щ.И.Т. В 5 сезоне стала известной как Дрожь Разрушительница Миров, так как с помощью своих сил уничтожила Землю. Боясь того, что она может повторить эти события, Дейзи отказалась возвращаться домой, но Колсон вырубил её и забрал со всеми. Радикальными методами Лео Фитц извлёк из её шеи ингибитор, блокировавший её способности, что приводит к расколу их дружбы. Дейзи позже берёт на себя пост директора и после победы над Гравитоном назначает Мака лидером, так как считает, что сама она ещё не готова к этому. После смерти Фитца из будущего Дейзи отправляется вместе с Симмонс, Пайпер и Дэвисом в космос на поиски замороженного там на 74 года Фитца из настоящего. В финале 6 сезона перемещается в начало XX века. В 7 сезоне Натаниэль Малик выкачал из неё большую дозу крови для получения способности вибрации.
- Дзяйин — мать Скай. Обладает высокими регенеративными способностями, но для этого ей требуется поглощать жизненные силы других людей (или нелюдей). Была убита Мистером Хайдом при попытке убить свою дочь Дейзи Джонсон. Позже оказывается, что у неё была старшая дочь — Кора, покончившая с собой в 1983 г. В альтернативной реальности, где Кора остаётся в живых, Дзяйин была убита Натаниэлем Маликом с помощью силы, взятой у Дейзи.
- Рейна[23] — одновременно со Скай попала в Туман. Получила обезображенную внешность («монстр из детских страшилок»), но могла предвидеть будущее в своих снах. Была убита Дзяйин.
- Гордон — при трансформации лишился глаз и получил способность к телепортации. Погиб в схватке с Колсоном, Фитцом и Маком. В альтернативном 1983 году попал в плен к Натаниэлю Малику, и его кровь была перелита Джону Гарретту для передачи ему способности телепортации.
- Линкольн Кэмпбелл — агент «Щ.И.Т.», имеет противоположные нормальным заряды клеток тела, при соприкосновении с объектами может создавать электрические разряды. Погиб вместе с Ульем в квинджете, летящем в космос во время взрыва находящейся там ракеты.
- Ева Белякова — появилась во время миссии Мэй, обладала высокой физической силой.
- Катя — дочь Евы Беляковой. Прикосновениями «перехватывает» волю людей.
- Алиша Уайтли — способна создавать управляемые копии своего тела. Попала под контроль Улья. Была убита жнецом Крии.
- Джоуи Гутьеррес — обладает способностью деформировать металл. Работал на «Щ.И.Т.», но ушёл после того, как убил Лусио.
- Доктор Эндрю Гарнер / Лэш — психотерапевт, бывший муж Мелинды Мэй. Обратился после 2-го сезона и скрывал это от всех, получив способность превращаться в волосатого монстра, контролирующего энергию. Карал «злых» и, по его мнению, «ненадёжных» нелюдей после их трансформации. Освободил Дейзи от влияния Улья, после чего был убит Адским пламенем.
- Дуайт Фрай — чувствует присутствие других нелюдей, хакер. Убит Лэшем
- Гийера — член «Гидры», телекинетик, ранее работал на Гидеона Малика, позже перешёл на сторону Улья. Был убит Фитцем.
- Алвеус / Улей — лидер «Гидры», существует в форме паразита, вселяющегося в мёртвые тела. Ранее был в теле Уилла Дэниелса, а после смерти от рук Фитца переселился в Гранта Уорда, убитого Колсоном. Обладает памятью всех своих носителей, способен распылять людей и подчинять других нелюдей. Погиб вместе с Линкольном в квинджете, летящем в космос во время взрыва находящейся там ракеты.
- Елена Родригес / Йо-Йо — обладает сверхчеловеческой скоростью и способностью возвращаться на своё изначальное местоположение. Член Секретных воинов, работает на Щ.И.Т. В пятом сезоне лишилась обеих рук, но позже их заменили роботизированным протезами. В седьмом сезоне открыла в себе способность передвигаться со сверхскоростью без возвращения в исходную точку.
- Лусио — способен парализовать своим взглядом, завербован «Гидрой», позже убит Джоуи.
- Генерал Андрович — был способен управлять своей тенью, состоящей из тёмной материи. Убит Бобби Морс.
- Чарльз Хинтон — обладал способностью вызывать у других видения чьей-то смерти путём прикосновения. Погиб от рук Гидеона Малика, спасая Дейзи.
- Джей Ти Джеймс / Адское пламя — когда-то жил в Загробье, но не был обращён; сбежал, украв артефакт, способный уничтожить Улья. Был обращён Дейзи, подконтрольной Улью, из-за чего получил способность взрывать или поджигать предметы. В 4 сезоне работал на Сторожевых псов, побеждён Призрачным гонщиком.
- Виджай Надир — брат сенатора Эллен Надир. Провёл в коконе продолжительное время, выбрался оттуда после контакта с Джеммой Симмонс. Получил сверхчеловеческие скорость и реакцию. Застрелен сестрой. Его тело утопили, но в воде оно снова подверглось терригенезису.
- Такер Шокли — член Сторожевых псов, который попытался вызвать Терригенезис у сенатора Эллен Надир, но подвергся ему сам. Получил способность взрываться и восстанавливаться после этого. Его способности проявились сразу же после выхода из кокона, тем самым он убил сенатора и других людей, находившихся в её кабинете. Был захвачен Щ.И.Т.ом.
- Эбби — молодая девушка-нелюдь появившаяся в 5 сезоне. Получила способность уменьшать и увеличивать плотность своего тела, научилась контролировать свои силы с помощью Симмонс. Была продана для гладиаторских боёв Леди Баша.
- Бен — телепат, способен читать и передавать мысли. Убит Синарой по приказу Кассиуса за то, что с помощью обмана спас Дейзи и Симмонс.
- Флинт — молодой нелюдь, был похищен Йо-Йо сразу после Терригенезиса. Продемонстрировал способность к геокинезу, с помощью которой убил Грилла.
- Кора — дочь Дзяйин, единоутробная сестра Дейзи. Её с трудом давался контроль над способностью управления энергией, и в оригинальной временной линии она застрелилась в 1983 году. В альтернативной временной линии Натинтэль Малик предотвратил её самоубийство и сделал своей союзницей.
- Ли — приспешник Дзяйин в 1983 году. Способен создавать ножи из воздуха. Попал в плен к Натаниэлю Малику. Его кровь использована для наделения способностью Дюрана, одного из людей Малика.

Персонажи, не являющиеся нелюдьми, но получившие от них способности:
- Дэниел Уайтхолл, один из лидеров «Гидры», смог омолодить себя, пересадив себе органы Дзяйин и перелив её кровь.
- Гиноид АИДА, созданная Холдэном Рэдклиффом ЖСМ, получила способности многих нелюдей, используя Даркхолд, книгу всезнаний, и создав себе тело нелюдя.
- Натаниэль Малик в альтернативной реальности ввёл себе сыворотку на основе крови Дейзи Джонсон и получил её способность к созданию вибрации. Убит Дейзи Джонсон.
- Джон Гарретт в альтернативной реальности 1983 г. получил способность Гордона к телепортации. По ошибке застрелен Викторией Хэнд.
- Дюран — человек Натаниэля Малика в альтернативной реальности 1983 г. Получил способность Ли создавать ножи. Убит Корой.

Персонажи, которых ошибочно принимали за нелюдей:
- Директор «Щ.И.Т.» Джеффри Мейс, обладающий сверхчеловеческими силой и прочностью, был объявлен нелюдем, но в 10 серии 4 сезона оказалось, что он обычный человек, периодически применяющий специальный препарат, дающий силы.
- Робби Рейес / Призрачный гонщик из-за сверхспособностей был принят за нелюдя Дейзи Джонсон.
- Дэниэль Суза. Натаниэль Малик, не знавший о перемещениях во времени, подумал, что Суза — нелюдь со способностью замедленного старения.
- Мелинда Мэй. Полученная после событий шестого сезона способность эмпатии навела Дзяйин на мысль о принадлежности Мелинды к нелюдям, что было сразу опровегнуто Мелиндой.

##### Персонажи сериала «Сверхлюди»
- Блакагар Болтагон / Чёрный Гром — король Аттилана, города нелюдей на Луне. Обладает гиперзвуковым голосом, из-за чего не говорит, а использует язык жестов, так как даже его шёпот может разрушить целый город.
- Медузалит Амаквелин Болтагон / Медуза — королева Аттилана и жена Чёрного Грома. Управляет своими волосами и использует их для атаки и защиты. В начале сериала была острижена Максимусом, тем самым лишилась своих сил.
- Кристалия Амаквелин / Кристалл — принцесса Аттилана и младшая сестра Медузы. Контролирует пять стихий: огонь, воду, землю, воздух и молнию.
- Горгон Пендрагон — кузен Грома и лидер Королевской Стражи. Обладает сверхчеловеческой силой и острым обонянием, а вместо ног имеет копыта, которыми может создавать землетрясения. Погиб в шестой серии в схватке с Мордисом, позже воскрешён Карнаком и Оран с помощью ДНК Оран и повторного Терригенезиса.
- Карнак Мандер-Азур — кузен Грома и Горгона и главный советник Короля. Может просчитывать все возможные развития событий, благодаря чему всегда находит сильные и слабые места во всём.
- Тритон Мандер-Азур — младший брат Карнака, имеющий зелёную кожу и гребень на голове.
- Максимус Болтагон — лорд Аттилана и младший брат Короля. После Терригенезиса лишился генов нелюдя, так и не обретя сверхспособностей. Решил узурпировать трон Чёрного Грома, создав переворот в городе и изгнав Королевскую семью на Землю.
- Локджо — пёс-нелюдь, питомец Кристалл и телепортатор Аттилана.
- Оран — член Королевской Стражи, примкнувшая к Максимусу в его перевороте. Её способность заключается в регенерации. Была послана на Землю для уничтожения Королевской семьи. Была побеждена и захвачена Горгоном.
- Агон Болтагон — предыдущий король Аттилана и отец Блэкагара и Максимуса. Был случайно убит Громом, когда тот прошёл Терригенезис.
- Ринда Болтагон — предыдущая королева Аттилана и мать Блэкагара и Максимуса. Была случайно убита Громом, когда тот прошёл Терригенезис.
- Тайбор — член Генетического совета.
- Китан — член Генетического совета. Был убит Оран, когда отказался помочь Максимусу в восстании.
- Иридия — нелюдь, способная летать с помощью своих крыльев, похожих на крылья бабочки.
- Бронаджа — брат Иридии. После Терригенезиса получил способность видеть будущее того, кто его коснётся.
- Лойолис — отец Бронаджы и Иридии, имеющий руки как у рептилии, из-за чего работает в шахтах. Был направлен на Землю для подкрепления отряда Оран, побеждён Карнаком.
- Парипан — мать Бронаджы и Иридии, жена Лойолиса.
- Дуодон — нелюдь, вместо глаз имеющий живые прожекторы, которыми может показывать произошедшие недавно события.
- Элдрак — нелюдь, каким-то образом связанный со стеной, которой может создавать порталы, но этот процесс очень болезненный для него.
- Мордис — нелюдь, голова которого закована в металл, так как он не до конца обуздал свои сверхспособности и может выстреливать мощными энергетическими зарядами. Считается вторым самым опасным нелюдем Аттилана после Чёрного Грома. Погиб вместе с Горгоном в конце шестой серии.
- Пульсус — член Королевской Стражи, способный создавать электрические разряды из рук. Был убит при попытке устранить Горгона.
- Локус — член Королевской Стражи, способная с помощью эхолокации находить нужных ей существ. Погибла в пятой серии из-за пулевого ранения.
- Флора — член Королевской Стражи, способная контролировать любую растительную жизнь через почву.
- Сакас — член Королевской Стражи. Плюётся кислотой, которая вырабатывается в специальных железах.
- Сэмми — нелюдь с Гавайев, который помог Чёрному Грому сбежать из тюрьмы. Имеет способность нагревать предметы при касании.

## Альфа Примитив
Альфа Примитив — раса рабов, созданная нелюдьми, впервые появилась в Fantastic Four № 47 (февраль 1966). Поскольку популяция нелюдей падала, они создали гоминидов с высокой силой и низким интеллектом для использования их в качестве рабочей силы. Они так же были неспособны самостоятельно размножаться и могли быть созданы только с помощью клонирования. Они были использованы Максимусом Безумным в нескольких своих схемах, в результате чего они были освобождены из рабства Чёрным Громом, после чего они больше не клонировались, и им разрешили жить в заповеднике под городом. Через некоторое время выяснилось, что Альфа Примитив не могут жить самостоятельно, и их расположение было отменено.
Бывший король нелюдей, Непроизносимый, недавно выяснил, что Альфа Примитив на самом деле — люди, которые уже сталкивались с газом, созданный из Ксерогеновых кристаллов, вещества, созданного Крии в качестве оружия для использования нелюдьми против своих человеческих врагов.

## Альтернативные версии

### Возрождение героев
В этой альтернативной реальности, созданной Франклином Ричардсом, нелюди в основном совпадают со своей оригинальной версией. Они живут на Земле в Аттилане. Самая большая разница в том, что у них показаны статуи Галактуса и множество его герольдов, которые одновременно служат ему. Туман Терриген не является полностью подконтрольным им, исходя из трещин в земле. Их происхождение неизвестно. Здесь также обнаружилось, что их город также имеет связи с другими областями мира, такими как Остров Монстров Человека-крота.

### Дом М
Во вселенной House of M Чёрный Гром был союзником Чёрной пантеры. Другие нелюди были показаны на встрече между Чёрный Громом, Профессором Икс и Магнето.

### Ultimate Marvel
Во вселенной Ultimate нелюди дебютировали в Ultimate Fantastic Four Annual № 1 (2005 год). Их история начинается с двух альпинистов, которые достигли стен их города Аттилана, находившегося в Гималаях, а когда повернули назад, их воспоминания стираются. Нелюди раскрыли себя Фантастической четвёрке, когда член королевской семьи Кристалл бежала в Нью-Йорк после того, как ей было приказано выйти замуж за брата Чёрного Грома. Член Фантастической четвёрки Джонни Сторм, известный как Человек-факел, наткнулся на Кристалл и попытался спасти её от двух королевских охранников из Аттилана, которые пытались захватить её. Джонни взял Кристалл в Здание Бакстера, где она показала себя остальным членам Фантастической четвёрки. Она привела позади себя свою собаку Логджо, обладающую способностью телепортироваться, которая перенесла Фантастическую четвёрку в Аттилан. Как только их присутствие было обнаружено, город был лишён своей передовой технологии и уничтожен Чёрным Громом, после чего нелюди, включая Кристалл, переехали. Был намёк на то, что они обосновались на Луне.
Аттилан вселенной Ultimate довольно сильно отличается по внешнему виду от своей версии в классической вселенной Marvel, он похож на смесь гигантского осиного гнезда с готическим собором. Чёрный Гром, Кристалл и Логджо похожи на своих коллег; Медуза изображена с змеями вместо волос, как и её мифическая тёзка Медуза Горгона, Карнак способен создавать энергетические взрывы, хотя так же может ощущать слабость и болевые точки, Тритон имеет внешний вид кальмара, а Максимус представляет собой несколько изнеженного придворного, которого Кристалл описывает как «чистилю» и «павлина». Среди других показанных нелюдей были Три-Клопс, обладающий ясновидением, в том числе способный видеть невидимое; Денистор, лакей Максимуса, который, вероятно, мог увеличивать свою силу, прочность и массу для того, чтобы быть огнестойким; и неназванный представитель расы, который мог производить из своего тела рой летающих существ, похожих на насекомых.
Они утверждали, что их город оставался тайной 10 000 лет, что делает их современниками атлантов вселенной Ultimate.

### Нелюди 2099
В комиксах Marvel Knights 2099: Inhumans 2004 года, написанных Робертом Киркманом, нелюди оставили Луну и вынуждены жить на борту космического корабля после того, как был принят Закон о регистрации мутантов. После бегства Чёрный Гром погружает себя и своих близких доверенных лиц (Медузу, Кристалл, Горгона, Карнака и Тритона) в криогенной застой, а в его отсутствие, его брат Максимус становится лидером нелюдей на борту космического корабля. Максимус убивает во сне приближённых Чёрного Грома. Пятьдесят лет спустя Чёрный Гром выходит из криогенного застоя и обнаруживает, что Максим убил тех, кто был ближе всех к нему. В отместку он нарушает свой обет молчания и своим голосом уничтожает корабль нелюдей, убивая всех на борту, включая себя самого.

### Amalgam Comics
Народ-Ун (англ. Un-People) — группа супергероев из вселенной Amalgam Comics, являющаяся смесью нелюдей и Народа Навсегда (англ. Forever People) из DC Comics.

## Вне комиксов

### Кинематографическая вселенная Marvel
18 августа 2014 Marvel Studios заявила о запуске работы над фильмом «Нелюди», который должен был выйти в 2018 году. Фильм неоднократно переносили, а потом и вовсе отложили на неопределённый срок.

#### Агенты «Щ.И.Т.»
В телесериале «Агенты „Щ.И.Т.“» нелюди появляются во 2 сезоне, а затем в следующем 3 сезоне. В сериале отсутствуют члены Королевской семьи и многие другие нелюди из комиксов. Представительницей нелюдей оказывается одна из главных героев сериала — хакер Скай. Также являются основной темой 3 сезона, главным антагонистом которого выступил вернувшийся на Землю первый нелюдь-паразит по имени Улей, вселяющийся в тела людей и подчиняющий своей воле других нелюдей. Последним его носителем стал Грант Уорд. Также нелюди остаются побочной линией и в 4 сезоне.
- В сериале также появлялись Альфа Примитив. Здесь они являлись результатами неудачных экспериментов Холдена Рэдклиффа, проводимых в целях создания из обычных людей нелюдей при помощи комбинации кристаллов Терригена, крови Дейзи Джонсон и жнеца Крии.

#### Сверхлюди
15 ноября 2016 года IMAX Corp, Marvel Television и Disney/ABC объявили о создании сериала, повествующем о Чёрном Громе и Королевской семье нелюдей. В русской локализации сериал был назван «Сверхлюди». Сериал дебютирует в сети коммерческих кинотеатров IMAX, что само по себе является абсолютной новизной для сериала в подобном формате, и первый сезон состоит из восьми эпизодов. Первые две серии «Сверхлюдей» были сняты полностью в формате IMAX, и их показ прошёл во многих кинотеатрах по всему миру в течение двух недель в начале сентября 2017 года. После этого еженедельно были показаны остальные шесть эпизодов.

#### Полнометражные фильмы
Энсон Маунт вернулся к роли Чёрного Грома, сыграв его альтернативную версию в фильме «Доктор Стрэндж: В мультивселенной безумия» (2022).

### Мультфильмы
- Нелюди появляются в мультсериале «Фантастическая четвёрка» 1978 года. В нём лидером нелюдей является Медуза, а Чёрный Гром лишь появляется на некоторое время, пролетая над Аттиланом.
- В мультсериале «Человек-паук» 1981 года появляется Медуза, где была подконтрольна Чародею.
- Нелюди появлялись в нескольких сериях 2 сезона мультсериала «Фантастическая четвёрка» 1994 года. Изначально Королевская семья вступила в битву с Фантастической четвёркой, но позже объединилась с ней в борьбе с Максимусом. Долгое время нелюди провели под созданным Максимусом отрицательным барьером, накрывшим Аттилан. Позже барьер был разрушен голосом Чёрного Грома, но вместе с ним был разрушен и город нелюдей.
- Нелюди упоминаются в комедийном мультсериале «Супергеройский отряд».
- В полнометражном мультфильме «Планета Халка» появляется в качестве камео Чёрный Гром вместе с другими Иллюминатами, отправившими Халка в космос.
- Нелюди появляются в серии «Нечеловеческая природа» мультсериала «Халк и агенты У.Д.А.Р.»
- В серии «Нечеловечность» мультсериала «Совершенный Человек-паук» нелюди, взятые под контроль Максимусом, пытались напасть на Нью-Йорк, чем спровоцировали Щ.И.Т. на войну, но были остановлены Тритоном и Человеком-пауком.
- Нелюди появились в 3 сезоне мультсериала «Мстители, общий сбор!».
- Нелюди появились в мультсериале «Стражи Галактики».

### Видеоигры
- Нелюди появлялись в игре Marvel: Ultimate Alliance.
- Чёрный Гром, Медуза, Горгон, Карнак, Кристалл и Максимус являются играбельными персонажами в мобильной игре для Android и iOS: Marvel Future Fight.
- Чёрный Гром, Медуза и Карнак являются играбельными персонажами в мобильной игре для Android и iOS: Marvel: Contest of Champions.
- Чёрный Гром, Кристалл, Карнак, Мисс Марвел (Камала Хан), Дрожь (Дейзи Джонсон), Йо-Йо (Елена Родригес) были также добавлены в мобильную игру для Android и iOS: Marvel Strike Force.
- Раса нелюдей появятся в игре Avengers.